# Al Bidaoui
Al Bidaoui (Casablanca RER) is een stadsspoorwegsysteem in Casablanca, Marokko. Dit systeem is een integratie van een modern ondergrondse spoor in de stad en een reeds bestaande set van spoorlijnen rond de agglomeratie om de stad te verbinden met de buitenwijken. Het is een combinatie van een metro en een voorstadsspoorweg. Binnen de stad functioneert RER als een metro, maar buiten de stad fungeert het systeem als een van de sneltreinen. Het opende in 2002.

## Stations
Dit zijn de stations van de Al Bidaoui-lijn.
- Gare de Mohammédia
- Gare de Zenata
- Ain Sebaâ
- Casa-Voyageurs
- Mers Sultan
- Oasis
- Facultés
- Ennassim
- Bouskoura
- Mohammed V International Airport

Tussen stations Ain Sebaâ en Bouskoura is het binnen de stad en fungeert de Al Bidaoui als een metro. Daarbuiten gaat het verder als een grootstedelijk treindienst met diensten tot buiten de Al Bidaouilijn.

## Toekomst
Momenteel is lijn 2 onder constructie, volgens planning zou deze in 2014 klaar moeten zijn en een betere overstap moeten bieden op de tram van Casablanca.